# Svaz českých fotografů
Svaz českých fotografů (zkratka SČF) je české občanské sdružení. Jeho cílem je sdružovat fotografy a příznivce fotografie, pořádat fotografické soutěže a výstavy, podporovat styky s fotografy ze zahraničí, organizovat sdružování fotografů v tvůrčích skupinách a fotoklubech, poskytovat informace z oboru a spolupracovat s obdobnými občanskými sdruženími a institucemi při rozvoji fotografie. Předsedkyní svazu je Věra Matějů.
Svaz je majitelem Sbírky SČF, která soustřeďuje přes 11 000 exponátů od více než 1000 autorů.
Nejlepší autoři jsou oceňováni titulem Mistr Svazu českých fotografů.

## Historie
SČF vznikl v roce 1990, přičemž navázal na dlouholetou tradici stejnojmenné organizace z období před rokem 1989. Mezi roky 2006–2011 provozoval svaz Galerii SČF v pražském Karlíně. Svaz spolupořádá Národní soutěž a výstavu amatérské fotografie ve Svitavách nebo soutěž Praha fotografická.

## Sbírka SČF
Sbírka soustřeďuje 11 115 černobílých a barevných snímků více než tisíce autorů. Zahrnuje díla jak obecně známých autorů, tak amatérů. Od roku 2000 je sbírka deponována v Národním archivu ČR v Praze 4–Chodovci. Sbírkový fond slouží odborné i laické veřejnosti k výstavním, reprodukčním, badatelským a jiným účelům.